# Nati nel 1330
| Questa pagina contiene informazioni ricavate automaticamente dalle voci biografiche con l'ausilio del template Bio e di un bot. L'aggiornamento è periodico e automatico e ricostruisce completamente la pagina. Se manca una persona in questa lista, sei pregato di non aggiungerla, ma accertati piuttosto che la sua voce biografica contenga il template Bio e che i dati anagrafici siano correttamente compilati. Se il template Bio manca, inseriscilo tu stesso o, in alternativa, metti l'avviso {{tmp\|Bio}} che ne segnala la mancanza. Se i dati riportati sono sbagliati, correggi direttamente la voce biografica; le modifiche saranno visibili in questa lista entro pochi giorni. Per chiarimenti vedi il progetto biografie. La lista contiene solo le 27 persone che sono citate nell'enciclopedia e per le quali è stato implementato correttamente il template Bio. Pagina aggiornata al 10 ago 2025. |

- 7 aprile - Giovanni Plantageneto, conte inglese († 1352)
- 9 maggio - Papa Gregorio XI, papa, vescovo cattolico e cardinale francese († 1378)
- 12 maggio - Guglielmo I di Baviera, duca († 1388)
- 23 maggio - Gongmin di Goryeo, re coreano († 1374)
- 15 giugno - Edoardo il Principe Nero, nobile britannico († 1376)
- 4 luglio - Ashikaga Yoshiakira, militare giapponese († 1367)
- 25 ottobre - Luigi II di Fiandra, conte († 1384)
- Arcoano Buzzaccarini, nobile, militare e politico italiano († 1403)
- Chang Yuchun, generale cinese († 1369)
- Procoro Cidone, monaco cristiano, teologo e traduttore bizantino († 1369)
- Costantino di Czartorysk, nobile lituano
- Francesc Eiximenis, scrittore, presbitero e teologo spagnolo († 1409)
- Eufemia d'Aragona, principessa italiana († 1359)
- Nicolas Flamel, scrittore e alchimista francese († 1418)
- Pietro Fregoso, doge († 1404)
- Giovanni III di Grailly, condottiero francese († 1376)
- John Gower, poeta britannico († 1408)
- Ulrico IV di Hanau, nobile tedesco († 1380)
- Hugh Herland, architetto e artigiano inglese († 1411)
- Giacomo da Itri, patriarca cattolico italiano († 1393)
- William Latimer, politico inglese († 1381)
- Maria di Navarra, principessa († 1347)
- Lala Shahin Pascià, militare ottomano
- Teodora Hatun, principessa bizantina († 1396)
- Owain ap Thomas ap Rhodri, nobile gallese († 1378)
- Giovanni d'Aragona, principe († 1358)
- Jean de Carrouges, cavaliere medievale francese († 1396)